# Antonio Buenaventura
Antonio R. Buenaventura (* 4. Mai 1904 in Baliuag, Bulacan; † 25. Januar 1996) war ein philippinischer Komponist.

## Leben und Werk
Buenaventura studierte am St. Scholastica College in Manila Musik und wirkte als musikalischer Berater an der Universität von Manila. Er komponierte zwei Opern und zwei Zarzuelas, eine Sinfonie, eine Konzertouvertüre, eine Messe, kammermusikalische Werke, Chorwerke und Lieder.